# Steinberg (Bevertalsperre)
Steinberg  ist eine Hofschaft in Hückeswagen im Oberbergischen Kreis im Regierungsbezirk Köln in Nordrhein-Westfalen.

## Lage und Verkehrsanbindung
Steinberg liegt im südöstlichen Hückeswagen unmittelbar an der Grenze zu Wipperfürth. Nachbarorte sind Großeichen, Kleineichen, Fürweg, Heide, Hartkopsbever, Reinshagenbever und Elberhausen. Steinberg ist nicht zu verwechseln mit dem ebenfalls in Hückeswagen liegenden Steinberg südlich des Ortszentrums.
Der Ort ist über eine Verbindungsstraße angebunden, die von der Kreisstraße K 5 bei Kleineichen abzweigt, zum Wipperfürther Zentrum führt und auch Großeichen und Fürweg anbindet. Von Steinberg hat man einen guten Blick auf den Staudamm der Bevertalsperre.

## Geschichte
Die Karte Topographia Ducatus Montani aus dem Jahre 1715 zeigt an der Stelle von Steinberg einen Hof mit der Ortsbezeichnung „Steinbach“. Die Topographische Aufnahme der Rheinlande von 1825 zeigt auf umgrenztem Hofraum vier getrennt voneinander liegende Grundrisse. Ab dieser Karte lautet der Ortsname in allen topografischen Karten „Steinberg“.
Im 18. Jahrhundert gehörte der Ort zum bergischen Amt Bornefeld-Hückeswagen. 1815/16 lebten 20 Einwohner im Ort. 1832 gehörte Kleineichen der Berghauser Honschaft an, die ein Teil der Hückeswagener Außenbürgerschaft innerhalb der Bürgermeisterei Hückeswagen war. Der laut der Statistik und Topographie des Regierungsbezirks Düsseldorf als Weiler kategorisierte Ort besaß zu dieser Zeit drei Wohnhäuser und drei landwirtschaftliche Gebäude. Zu dieser Zeit lebten 21 Einwohner im Ort, 17 katholischen und vier evangelischen Glaubens.
Im Gemeindelexikon für die Provinz Rheinland werden für 1885 fünf Wohnhäuser mit 30 Einwohnern angegeben. Der Ort gehörte zu dieser Zeit zur Landgemeinde Neuhückeswagen innerhalb des Kreises Lennep. 1895 besitzt der Ort vier Wohnhäuser mit 27 Einwohnern, 1905 vier Wohnhäuser und 21 Einwohner.

## Wander- und Radwege
Folgende Wanderwege führen an dem Ort vorbei:
- Der Ortswanderweg △ von Elberhausen zum Goldenbergshammer
- Der Wipperfürther Rundweg O